# Paul Scudo
Paul Scudo (* 8. Juni 1806 in Venedig; † 14. Oktober 1864 in Blois) war ein französischer Musikkritiker und Musikschriftsteller italienischer Abstammung.

## Leben
Scudo studierte Gesang am Musikinstitut von Alexandre-Étienne Choron und war dort 1829/30 selbst als Lehrer tätig. Nach der Julirevolution von 1830 war er vorübergehend Klarinettist in einem Regiment, außerdem Musik- und Sprachlehrer in Tours und Vendôme.
1840 begann er mit dem Schreiben von Musikkritiken und war bald einer der einflussreichsten Pariser Musikkritiker, der für die Zeitschriften Revue des Deux Mondes und L’Art Musical tätig war.
Seine Besprechungen, speziell von Opernaufführungen, verraten eine sehr konservative Einstellung und richteten sich gegen einen Großteil der zeitgenössischen Komponisten, darunter Hector Berlioz, Richard Wagner, Franz Liszt, Giuseppe Verdi und Charles Gounod. Berlioz nannte Scudo in seinen Memoiren einen „Monomanen“.
Er befand sich ständig in Geldnöten und bat namentlich Giacomo Meyerbeer mehrfach um ein Darlehen. Zum Dank widmete er Meyerbeer seinen Musikerroman Le chevalier Sarti.
Daneben trat er auch mit einigen kleinen Kompositionen hervor.
Um 1862 wurde Scudo geisteskrank und lebte zuletzt in einem Sanatorium, wo er 1864 starb.

## Werke
- Une sonate de Beethoven, in: Revue des Deux Mondes, Nouvelle période, Band 8 (Oktober bis Dezember 1850), S. 77–97 (Text in Wikisource)
- Critique et littérature musicale, 2 Bände, Paris 1850 und 1859
- Le chevalier Sarti, Paris: L. Hachette 1857 – Deutsche Übersetzung von Otto Kade unter dem Titel Der Chevalier Sarti oder musikalische Zustände Venedigs im achtzehnten Jahrhundert. Ein Roman, Dresden: Kuntze 1858 (Digitalisat)
- L’année musicale, ou Revue annuelle des théatres lyriques et des concerts, 3 Bände, Paris 1860–1862
- La musique en 1862, Paris 1863